# Qingyunpu
Qingyunpu léase Ching-Yunpuú (en chino:青云谱区; pinyin:Qīngyúnpǔ qū) es un distrito bajo la administración directa de la ciudad-prefectura de Nanchang,capital de la provincia de Jiangxi,al este de la República Popular China. Su centro urbano se localiza en una llanura a 25 metros sobre el nivel del mar, bañada por río Gan. Su área total es de 43 km² y su población proyectada para 2013 es de 300 000 habitantes.

## Administración
Desde 2013 el distrito Qingyunpu se dividen en 7 pueblos,que se administran en 5 subdistritos 1 poblado:
- Subdistrito Sanjiadian (三家店)
- Subdistrito Hongdu (洪都)
- Subdistrito Jingshan (京山)
- Subdistrito Xujiafang (徐家坊)
- Subdistrito Daishan (岱山)
- Poblado Qingyunpu (青云谱镇)